# ソロン・ボーグラム
ソロン・ボーグラム（Solon Hannibal de la Mothe Borglum、1868年12月22日 – 1922年1月31日）はアメリカ合衆国の彫刻家である。カウボーイと馬などの題材の彫刻を制作した。

## 略歴
ユタ州のオグデンでデンマークから移民してきた画家、木彫師の息子に生まれた。兄に彫刻家になったガットスン・ボーグラム（1867年-1941年）がいる。あまり学校教育をうけずにネブラスカの父親の牧場で育ち、父親から芸術の道に進むことを勧められた。
1893年にネブラスカ州のオマハに移り、画家のジョン・ローリー・ウォーレスに学んだ。ウォーレスは有名な画家、トマス・エイキンズに学んだことのある画家である。この頃フランスで彫刻を学び帰国していた兄のもとで修行するが、兄の家族とうまくいかず、ロサンゼルスに移り、肖像画家として働き、サンタアナで美術教師をした。
1895年11月にオハイオ州のシンシナティに移り、シンシナティの美術学校に入学し、彫刻の教師のルイス・レビッソに勧められて、彫刻制作を始め、シンシナティの郵便公社の厩舎で観察した馬の群れの彫刻を制作した。1898年に結婚した。
1898年にシンシナティの美術学校から奨学金を得て、パリに留学し、パリの私立の美術学校、アカデミー・ジュリアンでドニ・ピュエッシュに学び、当時の有名な彫刻家、エマニュエル・フレミエやオーガストス・セント・ゴーデンズ(Augustus Saint-Gaudens)と知り合い、セント・ゴーデンズから励ましを受けた。1900年のパリ万国博覧会に出展し銀メダルを受賞し、1901年にニューヨーク州バッファローで開かれたパン・アメリカン博覧会でも入賞した。
アメリカ帰国後はニューヨークなどで活動し、彫刻家として高い評価を得て、開拓時代の人々などを題材にした。1911年にナショナル・アカデミー・オブ・デザインの準会員に選ばれた。第一次世界大戦が始まると、フランスに渡り、アメリカ外征軍の美術の教師などとして働いた。フランス政府からクロワ・ド・ゲール勲章 (Croix de guerre)を受勲した。その経験から彫刻を教えることに興味を持ち、1920年にニューヨークにアメリカ彫刻学校(School of American Sculpture)を設立し 、運営したが1922年にコネチカット州で病死した 。

## 作品

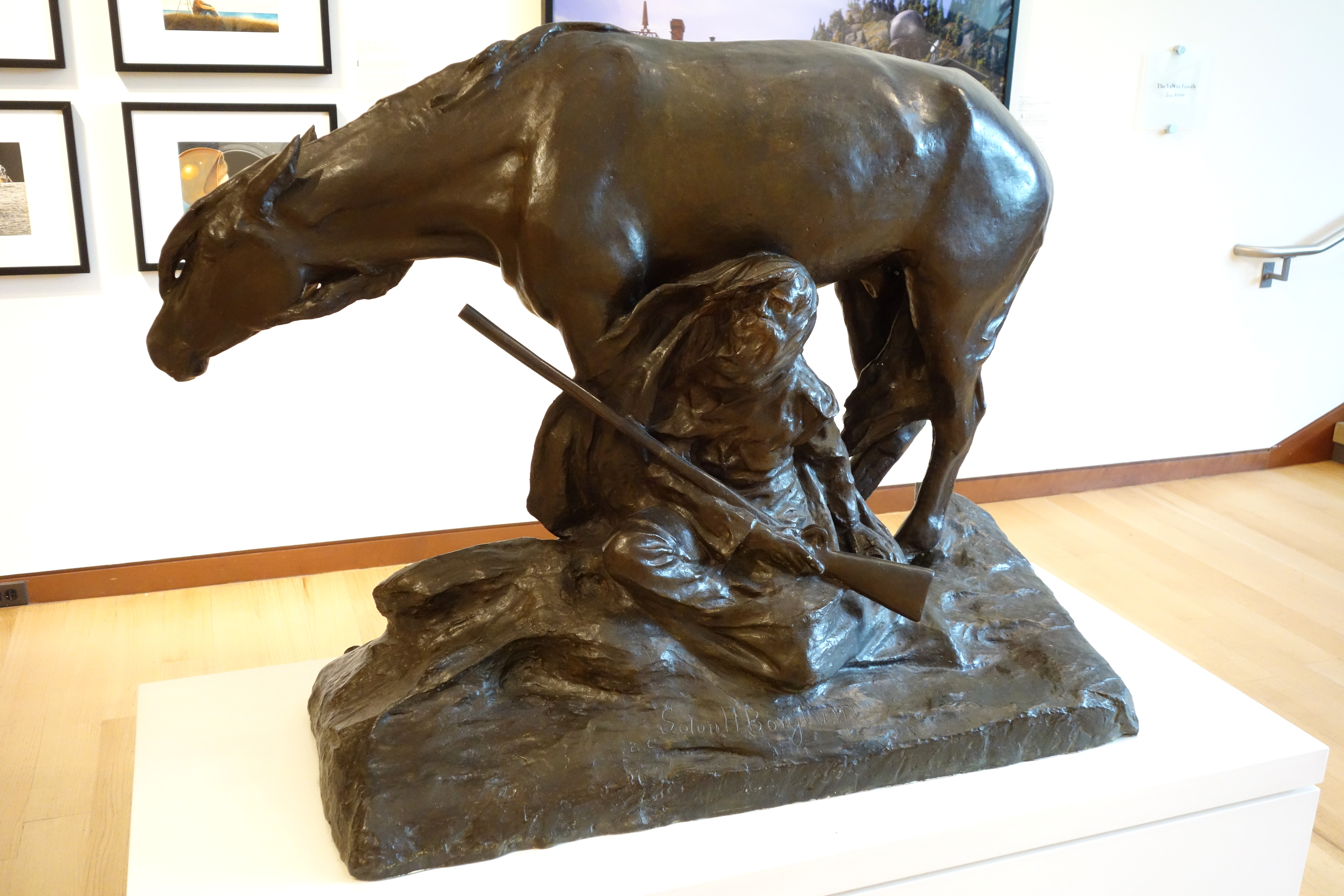
"Pioneer in a Storm"
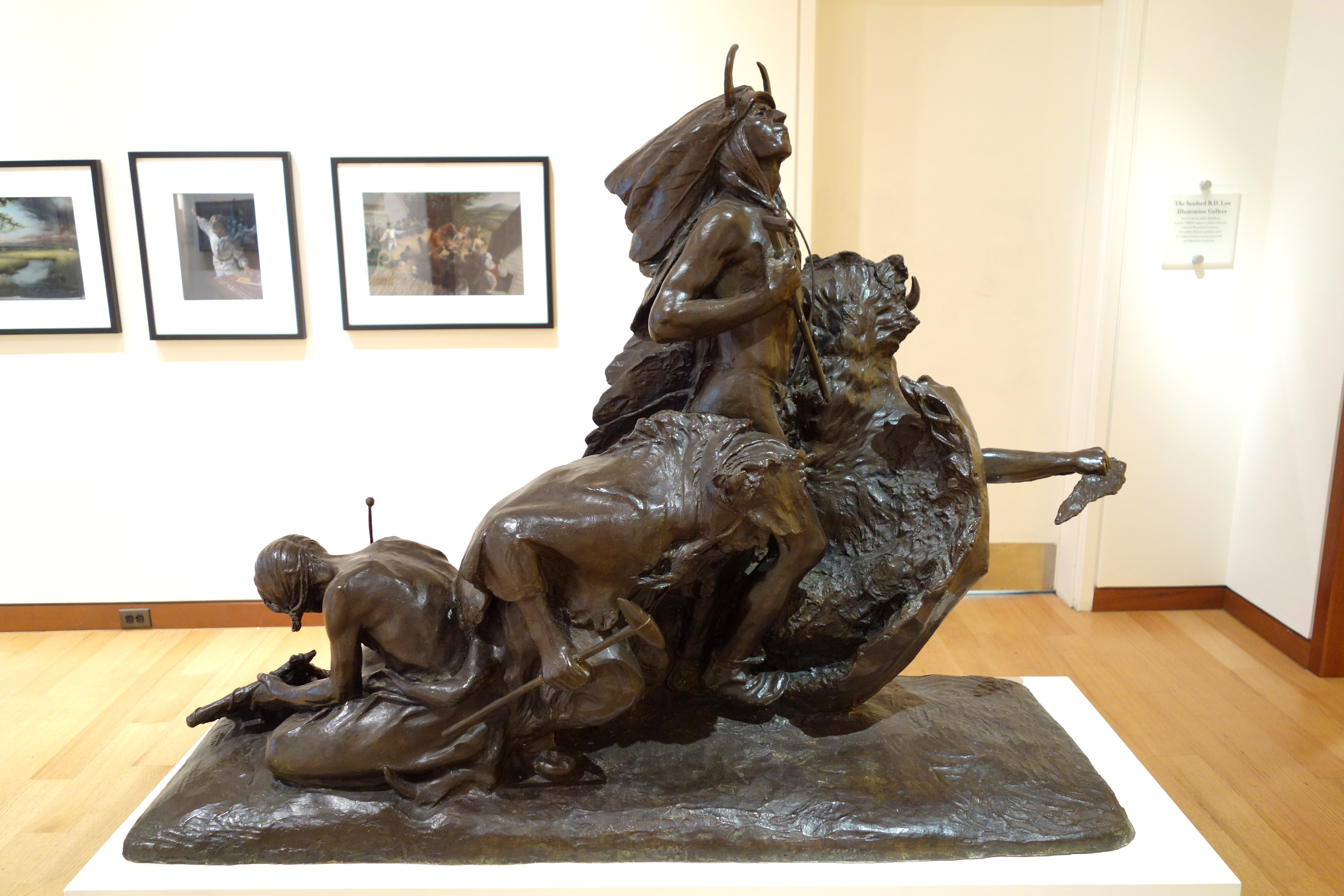
"Sioux Indian Buffalo Dance"
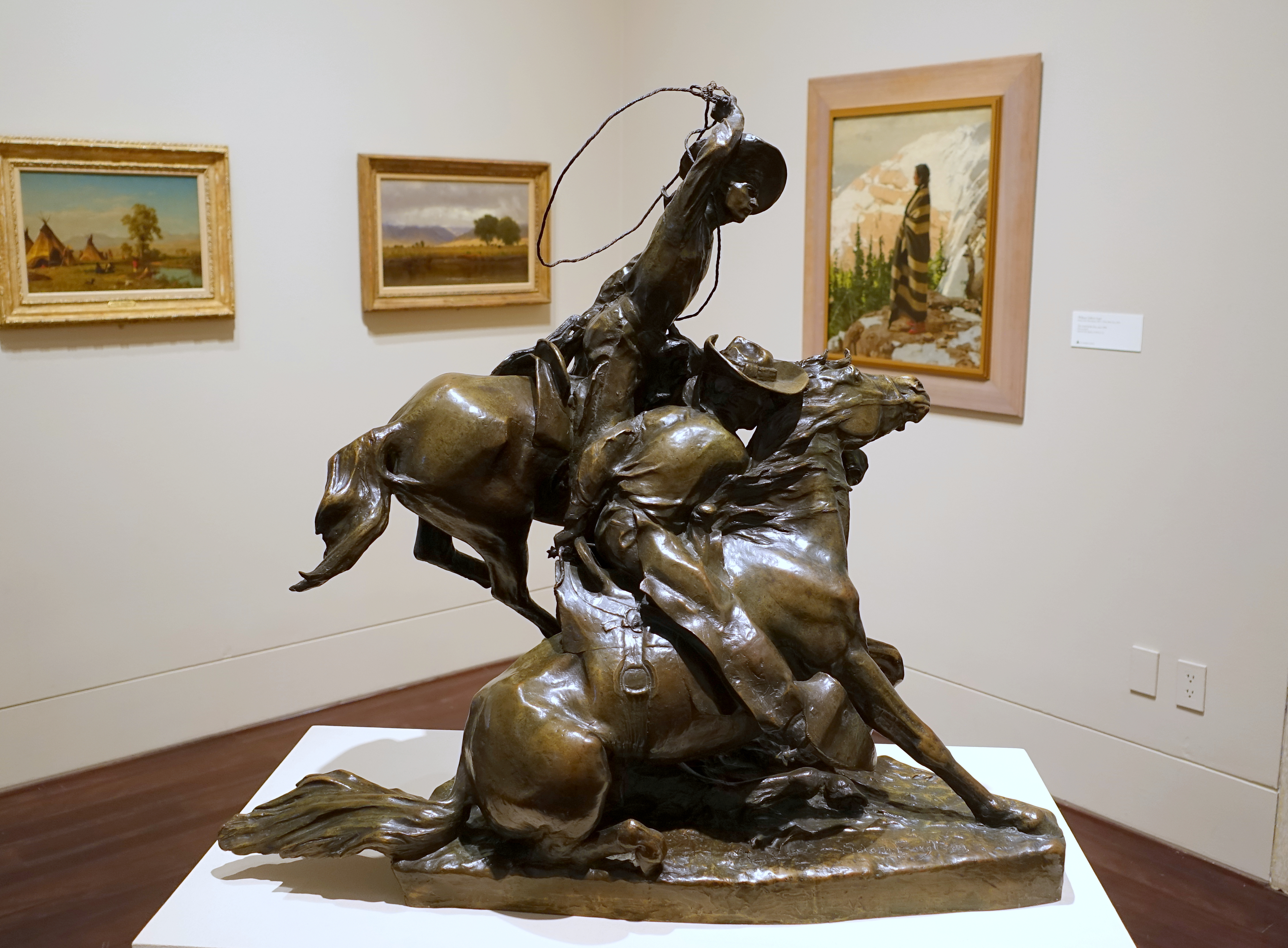
"Lassoing Wild Horses"

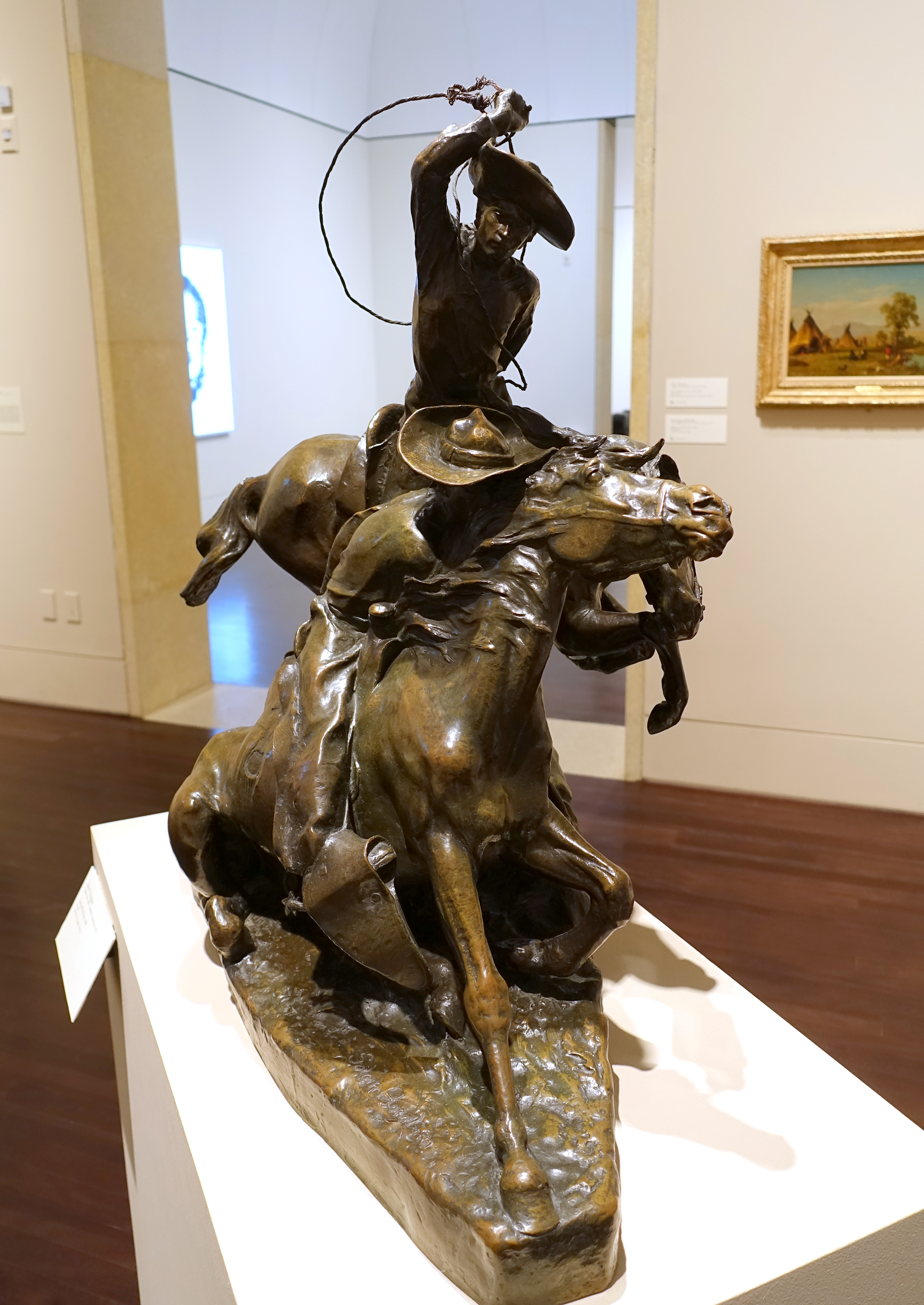
"Lassoing Wild Horses"
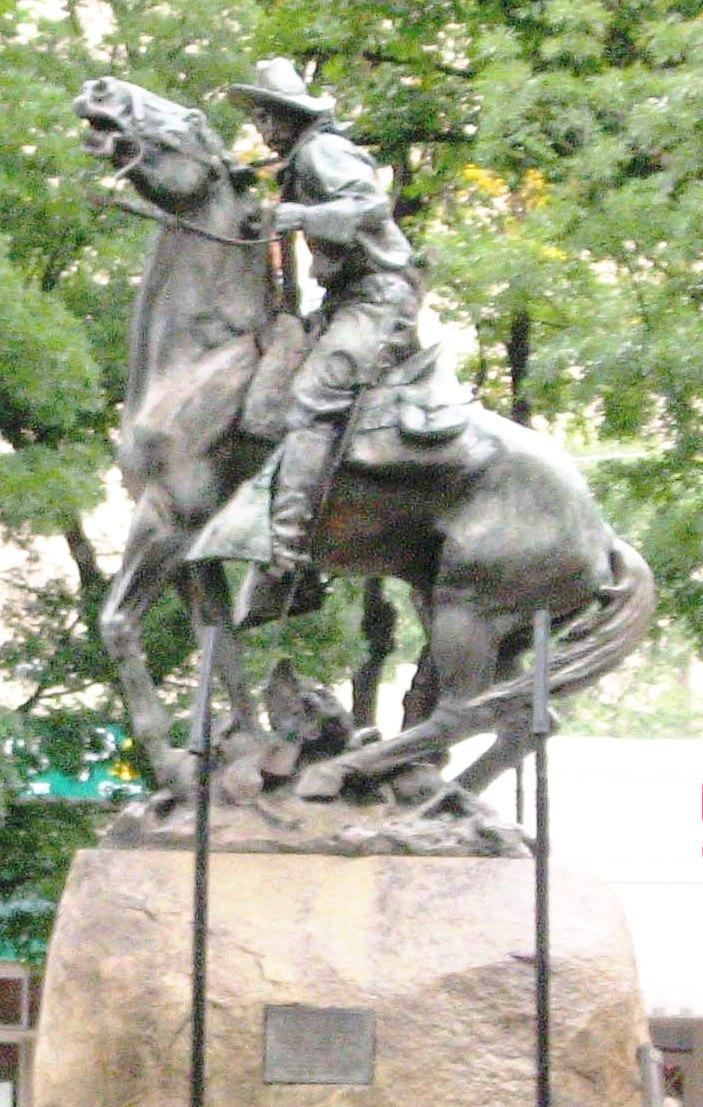
Bucky O`Neillの記念碑
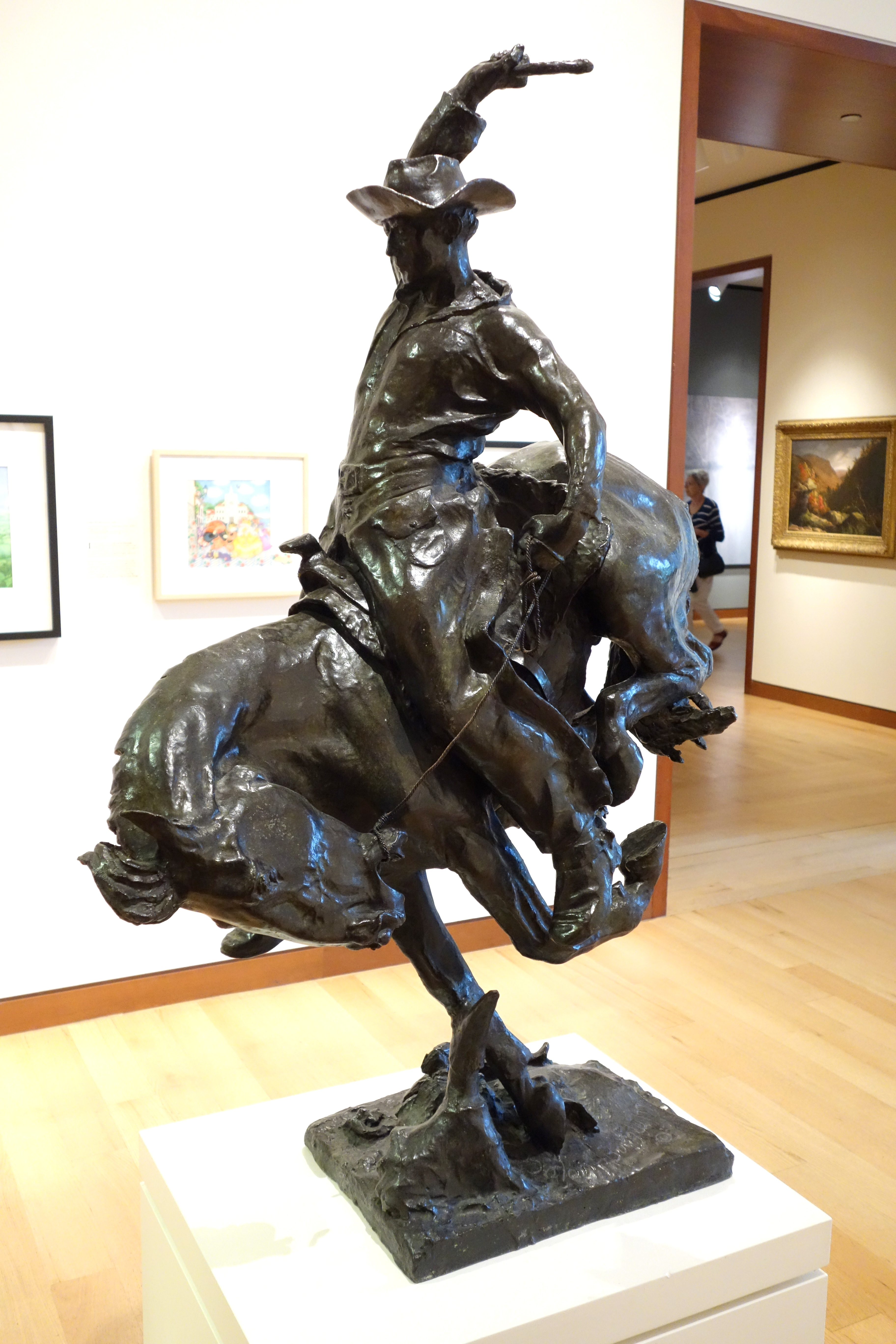
"One in a Thousand"
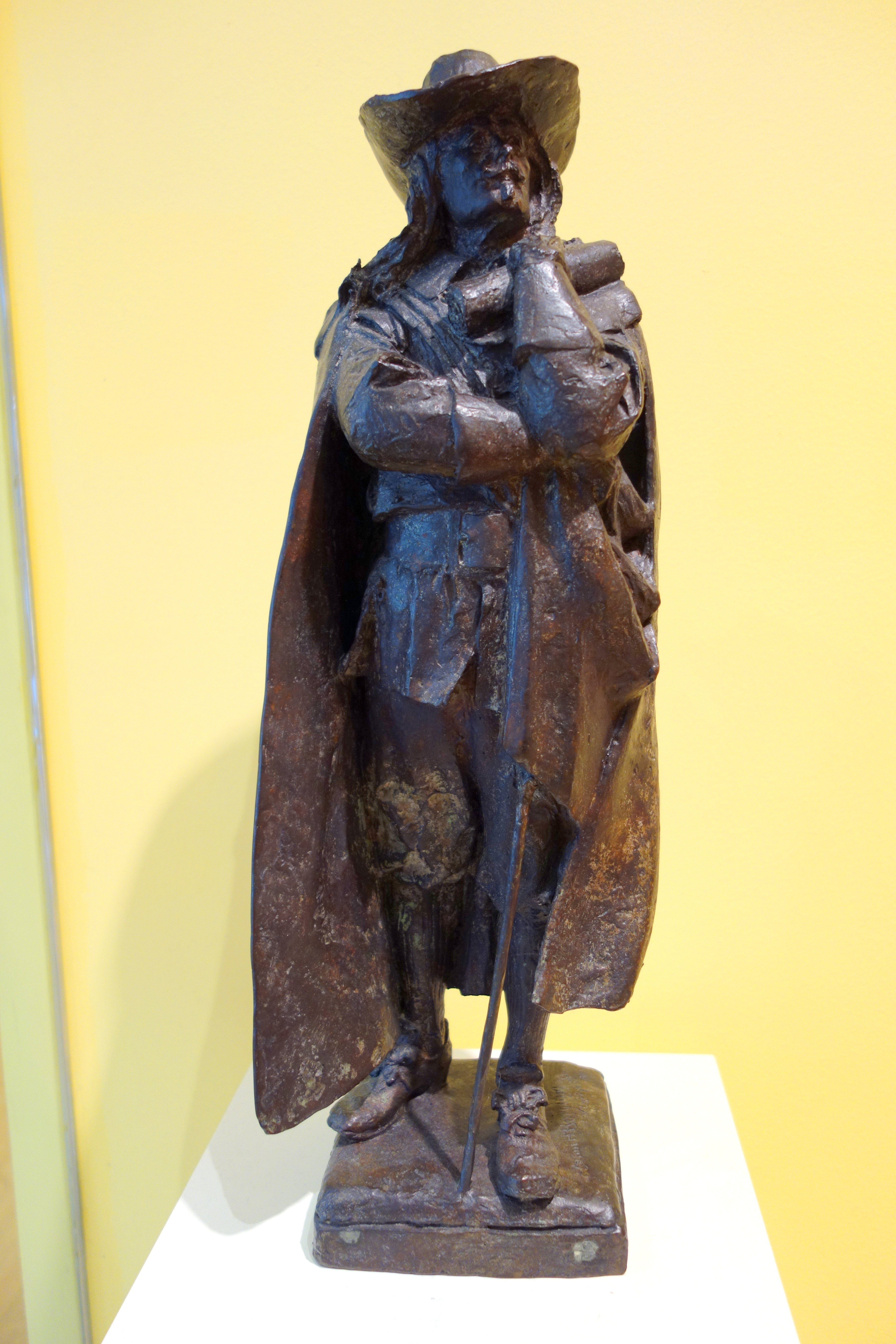
ジェイコブ・レスラー -ニューヨーク植民地の反乱のリーダー